# Красные огни (фильм, 2012)
«Красные огни» (англ. Red Lights) — испано-американский художественный фильм в жанре триллера, поставленный и спродюсированный режиссёром Родриго Кортесом по собственному сценарию. Главные роли исполнили Киллиан Мёрфи, Сигурни Уивер и Роберт Де Ниро. Премьера фильма состоялась 20 января 2012 года на кинофестивале «Сандэнс».

## Сюжет
Учёная-исследовательница Маргарет Мэтисон изучает паранормальные явления и разоблачает мошенников. Убеждения Мэтисон противоречат убеждениям учёных с соседней кафедры, в том числе доктора Шеклтона, занимающегося, напротив, доказательствами экстрасенсорики. Помощник Мэтисон, физик Том Бакли, просит разрешения проверить, является ли шарлатаном Саймон Сильвер, известный слепой экстрасенс, который внезапно вернулся на сцену после 30-летнего отсутствия. Маргарет запрещает ему делать это, так как Сильвер ушёл после внезапной гибели журналиста, активно его критиковавшего. Также Маргарет рассказывает Тому, что однажды у неё было интервью с Сильвером, и тот использовал против неё очень личную информацию: так как её сын находится в коме на протяжении многих лет, Сильверу на секунду удалось убедить Маргарет отключить сына от аппаратов жизнеобеспечения, и это испугало её саму. Том проникает на выступление экстрасенса, во время которого его оборудование выходит из строя. После этого Бакли отправляется к Мэтисон, но она находится без сознания. Госпитализация не спасает её, и Том решает окончательно разоблачить Саймона. Его душевные терзания по этому поводу сопровождают необъяснимые события: выход из строя техники, появление мёртвых птиц, нападение на лабораторию и разгром в ней.
Коллеги Мэтисон по институту во главе с доктором Шеклтоном организуют научное исследование способностей Сильвера, ради которого даже переносятся заявленные им выступления, а процесс массово освещается в новостях. Сильвер сам запрашивает учёных для эксперимента, и Бакли с трудом удаётся присоединиться к научной комиссии в качестве наблюдателя. Экстрасенс проходит практически все испытания, но с переменным успехом: эксперименты, связанные с физическим воздействием на предметы или находятся на границе с погрешностью, или не могут быть воспроизведены, или отклонены из-за плохого качества видеоматериала. Единственный эксперимент, который он прошёл идеально — телепатия, чтение мыслей ассистента в соседней кабинке, который должен мысленно передать Сильверу случайное выпавшее на компьютере число от 1 до 10. Учёные собираются признать паранормальные способности Сильвера, что по удачному стечению обстоятельств совпадает с датой его последнего триумфального выступления. Один Том считает его обманщиком и заставляет ассистента Бена снова и снова перепроверять видеозаписи опытов. Том пытается проследить за Сильвером, но тот узнаёт о его присутствии.
На финальном выступлении Сильвер демонстрирует ещё больше своих способностей, в том числе и левитацию. Доктор Шеклтон, который должен вынести окончательный вердикт относительно способностей Сильвера, сомневается — однажды он допустил ошибку в проведении эксперимента, на которую ему указала Мэтисон, а потому хочет быть уверен, что на этот раз ничего не упущено — но к моменту подписания бумаг у них нет ответов. Том посещает выступление экстрасенса, и во время антракта его сильно избивает один из людей Сильвера.
В конечном счёте Бен с помощью Салли, ещё одной ассистентки Тома, находят разгадку удачного прохождения Сильвером одного из испытаний: на самом деле Сильвер вовсе не слепой, а его ассистент на испытании передавал ему информацию с помощью идеально синхронизированных у обоих аналоговых часов: движение секундной стрелки по циферблату соответствовало конкретному числу. Избитый Бакли возвращается на выступление Сильвера и прилюдно объявляет его шарлатаном. Сильвер до последнего продолжает играть роль могущественного экстрасенса перед публикой, пока разозлённый его наглой ложью Томас не использует свои силы, чтоб разбить софиты и вызвать небольшое сотрясение театра. Ошеломлённый Саймон не находит слов. Том бросает ему монетку, и Сильвер ловит её — тем самым перед всеми демонстрируя, что он не слеп. Томас уходит. В письме покойной наставнице он объясняет, что его решение работать вместе с ней было попыткой поиска кого-то похожего на него, тоже обладающего паранормальными способностями. Именно его душевное состояние было причиной всех необъяснимых явлений, происходивших вокруг него, а вовсе не влиянием силы Сильвера, и он жалеет, что так и не смог ей открыться. Вместе с Салли Томас приходят в больницу к сыну Маргарет и отключают его от аппарата, даруя ему покой.

## В ролях
| Актёр            | Роль               |
| ---------------- | ------------------ |
| Киллиан Мёрфи    | Томас Бакли        |
| Сигурни Уивер    | Маргарет Мэтисон   |
| Роберт Де Ниро   | Саймон Сильвер     |
| Элизабет Олсен   | Салли Оуэн         |
| Джоэли Ричардсон | Моника Хэндсен     |
| Тоби Джоунс      | доктор Пол Шеклтон |
| Крейг Робертс    | Бен                |
| Хан Корнет       | Дэвид Мэтисон      |
| Джозетт Саймон   | Коррин             |
| Карен Дэвид      | репортёр           |

## Производство
Кортес провёл полтора года, работая над сценарием и изучая вопрос паранормальных способностей с позиций верующих и учёных.
Он пришёл к выводу, что некоторые сторонники противоборствующих лагерей просто исключают доказательства, способные опровергнуть их позиции. Своим фильмом он не стремился высказать своё мнение, хотя сам не верит в существование сверхъестественного, так как ничто не может обойти естественные законы науки. Однако паранормальные явления могут существовать там, где наука пока не смогла найти им объяснение.
Роль Маргарет Мэтисон была написана специально для Сигурни Уивер, которая подписала контракт после её прочтения.
Съёмки фильма продлились с февраля по апрель 2011 года.
Картина снималась в Канаде и Испании.

## Оценки
Фильм получил неоднозначные оценки кинокритиков.
На сайте-агрегаторе Rotten Tomatoes фильм удостоился 30 % одобрительных отзывов критиков из 94 обзоров.
На сайте-агрегаторе Metacritic оценка фильма, основанная на 22 обзорах критиков, составила 36 баллов из 100.